# Dálnice M43 (Maďarsko)
Dálnice M43 (maďarsky M43-as autópálya) je dálnice v Maďarsku, spojující město Szeged s rumunským městem Nădlac a rumunskou dálnicí A1. Je dlouhá 57,7 km, její výstavba a propojení s rumunskou dálnicí byly dokončeny v roce 2015
Dálnice vychází z dálnice M5 u obce Szatymaz. Dále dálnice vede kolem města Szeged, města Sándorfalva a městysu Algyő. Dálnice díky mostu Móra Ferenc híd překonává řeku Tiszu a pokračuje kolem obce Maroslele, u níž je i výjezd na město Hódmezővásárhely. Potom dálnice prochází kolem obcí Óföldeák, Földeák, města Makó, Királyhegyes, Kövegy a u města Csanádpalota se propojuje s rumunskou dálnicí A1.